# 洗牌法
洗牌法是一種企圖操控公眾對某一事件的看法的宣傳技巧，簡要而言變是通過一面倒地強調一方的觀點，且壓制與之相對的觀點來達到目的。宣傳者通常會舉辦一些強調某一價值觀的活動、提供單方面的證詞或保證公眾不能聽到反對聲音來實踐這一手法。